# Ligne de Pré-Saint-Didier à Bourg-Saint-Maurice
La ligne de Pré-Saint-Didier à Bourg-Saint-Maurice est une ligne ferroviaire internationale française non réalisée qui devait relier la France avec l'Italie. Un projet de tunnel ferroviaire sous le Petit Saint-Bernard avait été élaboré et devait faire se rejoindre Pré-Saint-Didier (Vallée d'Aoste) et Bourg-Saint-Maurice (Savoie).

## DuXIXesiècleauXXesiècle
Au début des années 1880, l'Italie entre dans la Triple-Alliance suscitée par Otto von Bismarck alors premier chancelier de l'Empire allemand, vis-à-vis de laquelle les rancœurs liées à la dernière guerre sont encore bien présentes. Cette union entre l'Italie et la Prusse attire l'attention des autorités françaises en ce qui concerne la protection de la frontière des Alpes et la construction de la ligne gagne en priorité. Lorsque le chemin de fer arrive à Moûtiers en 1893, les volontés établies ne sont alors pas uniquement celle de la desserte locale de la vallée, et très peu de temps après se pose déjà la question d'un prolongement vers Bourg-Saint-Maurice et la frontière située au col du Petit-Saint-Bernard. L'homme politique local et futur député Francis Carquet édite notamment une brochure Le percement du Petit-Saint-Bernard. Etude des avantages incontestables que présente la ligne du Petit-Saint-Bernard sur celles du Simplon et du Mont-Blanc considérées comme voies internationales (1880-81).
Mais les rapports franco-italiens se redétendent à partir de 1896, et l'idée d'un prolongement vers la frontière n'est plus dans les priorités. La section de ligne de Moûtiers à Bourg-Saint-Maurice est concédée à la Compagnie des chemins de fer de Paris à Lyon et à la Méditerranée par une convention signée entre le ministre des Travaux publics et la compagnie le 24 janvier 1902. Cette convention est approuvée par une loi le 18 juillet 1902. La section de Moûtiers à Bourg-Saint-Maurice ne sera desservie qu'en 1913.
Un projet de tunnel ferroviaire devant rejoindre Pré-Saint-Didier sous le Petit-Saint-Bernard avait été élaboré, avant d'être abandonné.

## AuXXIesiècle
En 2023, il n'y a toujours aucun projet prévu entre Bourg-Saint-Maurice et Pré-Saint-Didier.

Côté Bourg Saint-Maurice, l'amorce de la ligne a été reprise par l'Avenue Antoine Borrel, jusqu'à son intersection avec la Rue de la Bourgeat et le Chemin de Crousaz.